# Saint-Calais
Saint-Calais – miejscowość i gmina we Francji, w regionie Kraj Loary, w departamencie Sarthe.
Według danych na rok 1990 gminę zamieszkiwały 4 063 osoby, a gęstość zaludnienia wynosiła 179 osób/km² (wśród 1504 gmin Kraju Loary Saint-Calais plasuje się na 106. miejscu pod względem liczby ludności, natomiast pod względem powierzchni na miejscu 462.).